# Dinastía Pōmare
La Dinastía Pōmare fue la familia reinante del Reino de Tahití entre la unificación de la isla por Pōmare I en 1788 y la cesión del reino de Pōmare V a Francia en 1880. Su influencia alguna vez abarcó la mayoría de las Islas de la Sociedad, las Islas Austral y Archipiélago de Tuamotu.

## Historia

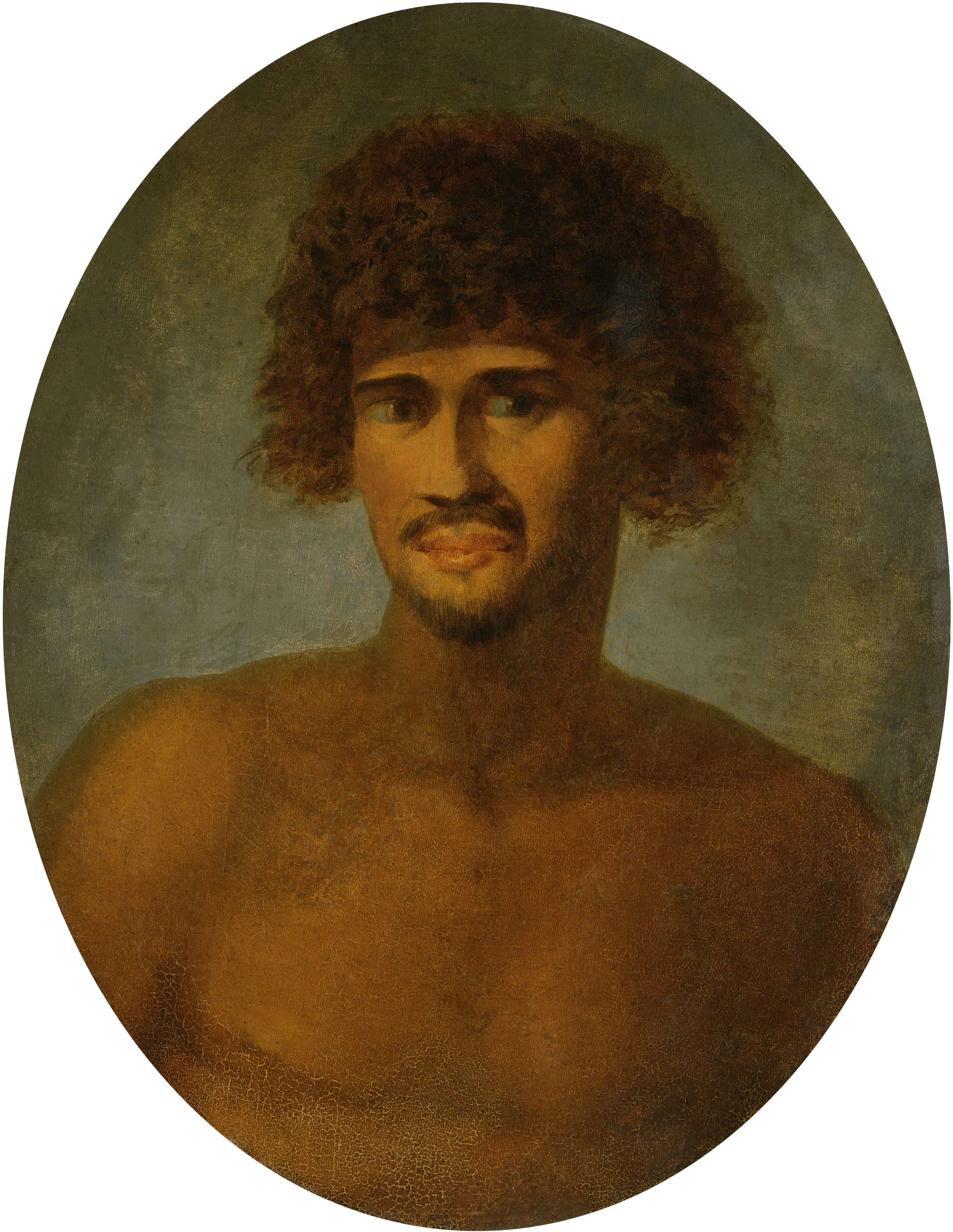
Pōmare I estableció su dinastía al unificar los distritos de Tahití para convertirse en el Reino de Tahití.

La dinastía se originó en los jefes de distrito o ariʻi- rahi de Porionuʻu (incluidos los distritos más pequeños de Pare y Arue) y la isla de Raiatea de la familia Tamatoa. Con armas extranjeras, el jefe Tū gradualmente tomó el control de las otras partes de la isla de Tahití, y luego unió a las islas de Moorea, Mehetia y Tetiaroa en una sola entidad.
El jefe Tū más tarde adoptó el nombre de Pōmare. Pō-mare significa "noche más fuerte", un apodo que tomó, como era común en ese momento, en honor a su hija Teriʻinavahoroa, quien murió de tuberculosis en 1792.
A través de subsiguientes herencias, adopciones y alianzas matrimoniales, la dinastía en su apogeo incluyó todas las Islas de la Sociedad con un miembro de la familia gobernando en Tahití, Raiatea y Bora Bora. Tahití también controlaba algunas de las islas periféricas de las islas Austral y el archipiélago de Tuamotu.
Tahití y sus dependencias se convirtieron en un protectorado francés en 1842, y se anexaron en gran parte como colonia de Francia en 1880. La monarquía fue abolida por Francia poco después, aunque todavía hay pretendientes y muchos tahitianos todavía desean un retorno de la monarquía, algunos de quienes afirman que el acto de abolir la monarquía fue totalmente ilegal o fuera de ciertas jurisdicciones. El último monarca reinante de la dinastía fue Teriʻimaevarua III, reina de Bora Bora, quien fue depuesta en 1888.

## Monarcas Pōmare
- Pōmare I, Tu Vairaʻatoa Taina, (1791–1803)

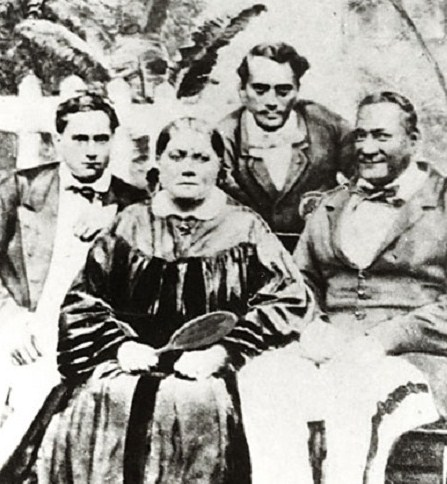
Familia real en 1864.

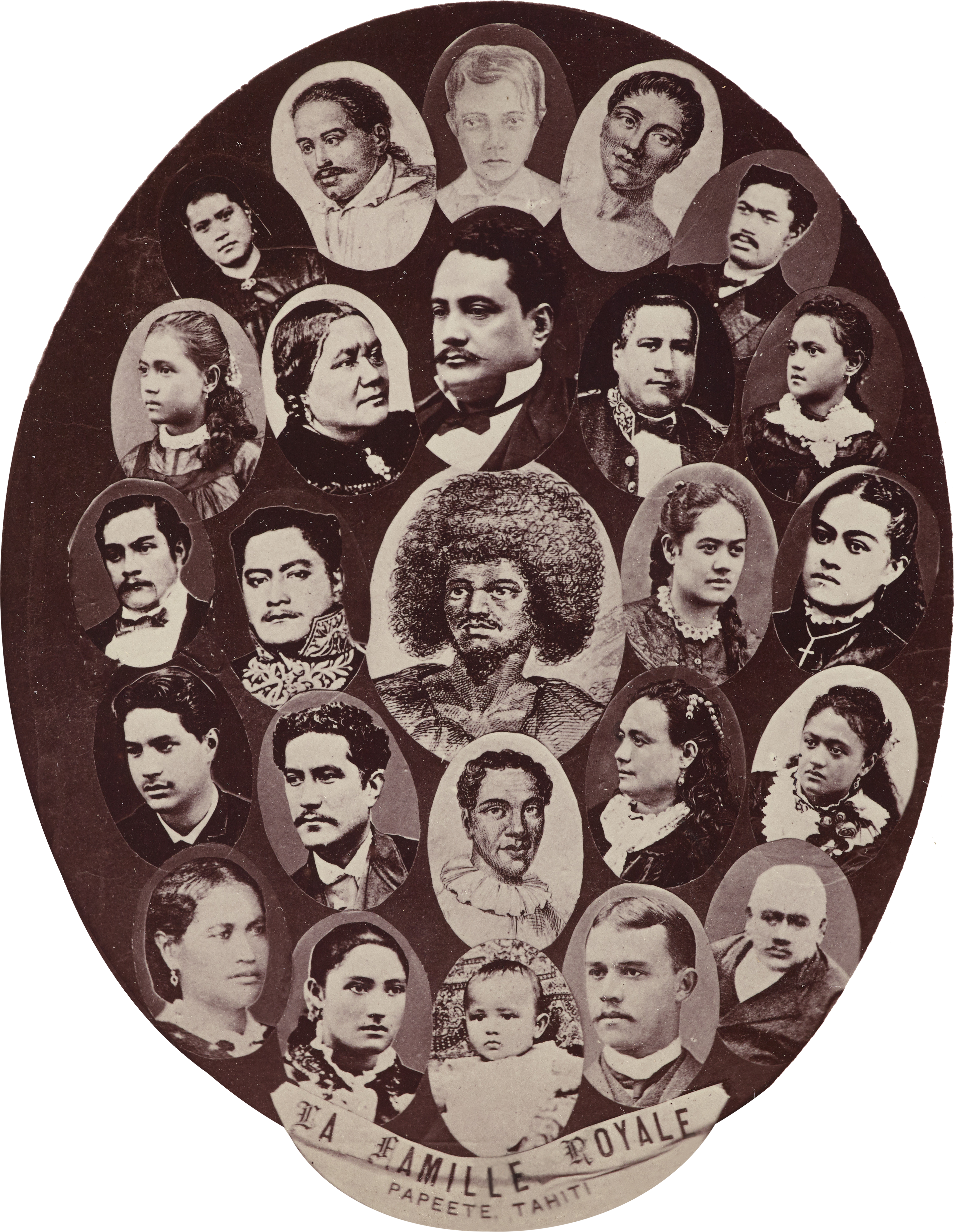
Familia real de Tahití.

- Pōmare II, Tu Tunuieaiteatua, (1803–1815)
- Pōmare III, Teriʻitaria, (1821–1827)
- Pōmare IV, Aimata, (1827–1877)
- Pōmare V, Teriʻitaria Teratane, (1877–1880)

## Estado actual
Hasta su muerte en 2013, Tauatomo Mairau afirmó ser el heredero del trono tahitiano, y había intentado reafirmar el estado de la monarquía en los tribunales. Sus reclamaciones no fueron reconocidas por Francia. El 28 de mayo de 2009, Joinville Pomare, un miembro adoptado de la familia Pomare, se declaró Rey Pomare XI, durante una ceremonia a la que asistieron descendientes de los principales jefes, pero rechazados por miembros de su propia familia. Otros miembros de la familia reconocen a su tío, Léopold Pomare, como heredero del trono.
Otro reclamante, Athanase Teiri, reclama el descenso de Pomare V y la soberanía sobre el mar, la tierra y el espacio aéreo polinesios franceses. Él y sus asociados habían recibido alguna atención en política en el Tuamotu de antemano. Él y sus asociados reunieron a 100 personas para una declaración de una Moorea independiente y afirman tener 50,000 firmas que respaldan la independencia de Moorea. (Aunque Moorea tiene solo 16,000 personas, la cifra de 50,000 firmas no es necesariamente falsa porque podría implicar que Hau Pakumotu recibió firmas de personas tanto en Moorea como en otras partes de la Polinesia Francesa). Declaró un Estado de República Soberano Pakomotu independiente en enero de  2010 y ha llamado a la Polinesia Francesa un "error". Athanase Teiri fue arrestado a principios de junio de 2010 por emitir ilegalmente tarjetas de identificación para su república.
Actualmente se encuentra recluido en la estación de policía de Papeete por intento de asesinato de un policía, rebelión armada, formación de una milicia y posesión ilegal de un arma. Anteriormente había recibido una sentencia de seis meses de cárcel por intimidar y amenazar a altos funcionarios.
Finalmente, el 19 de abril de 2023, Joinville Pomare, descendiente adoptado de la familia real Pomare de Tahití fue instalado como rey Pomare XI en una ceremonia en Papeete. El evento se produce dos años después de que Joinville Pomare relanzara lo que él llama el Principado de Pomare en una ceremonia en la tumba del Rey Pomare V. Ahora será conocido como Teriʻihinoiatua Joinville Hinoiariki Pomare XI.
A la ceremonia también asistió el rey Tuheitia Poʻotatau Te Wherowhero.
Francia ya no reconoce una familia real tahitiana, aunque en 1880 París firmó un tratado que garantizaba que se mantendrían los títulos y costumbres de los polinesios bajo su control.